# PR-LP 10
El sendero PR-LP 10, denominado La Traviesa, es un sendero de Pequeño Recorrido en La Palma (Canarias, España) que une La Mata con el Mirador Hoya Grande.
La longitud total del recorrido es de 31300 metros. Hay 790 metros de desnivel.